# 帝女花 (無綫電視劇)
《帝女花》（英語：Perish in the Name of Love）是香港電視廣播有限公司由唐滌生同名粵劇改編而拍攝製作的古裝電視劇，全劇共32集，由佘詩曼、馬浚偉、陳豪、邵美琪及郭羨妮領銜主演，並由唐文龍、劉錦玲、文頌嫻、魏駿傑及向海嵐聯合演出，監製鄺業生。
飾演崇禎帝的陳豪在劇中對白說出夾雜英文的「同朕再Check下」（替朕再查一下），在劇集於2003年播出後一直未有引起注意，直至2013年才突然被發現並成為熱話。

## 演員表

### 大明皇朝
| 演員           | 角色   | 關係／暱稱 |
| 陳 豪          | 朱由檢 | 崇禎帝 皇太后之子 周玉鳳之夫 吳三桂、皇太极之天敌 朱徽蘭、朱徽妮、朱慈炤之父 周世顯之岳父 朱由崧之堂弟 于第29集被李自成處死，并偽装成殉国自杀身亡                                                    |
| 黃德斌         | 朱由崧 | 福王 朱由檢之堂兄 |
| 郭佳欣（童年） | 朱徽蘭 | 昭仁公主 皇太后之孙女 朱由檢、周玉鳳之长女 朱徽妮、朱慈炤之姐 暗恋周世顯 于第3集被赶至冷宫，后因冷宫失火而流落民间 于第7集被接回皇宫 于第31集杀害周玉凤 于第32集被收押，后患上失心疯及烟瘾并死于狱中 |
| 郭羨妮         | 朱徽蘭 | 昭仁公主 皇太后之孙女 朱由檢、周玉鳳之长女 朱徽妮、朱慈炤之姐 暗恋周世顯 于第3集被赶至冷宫，后因冷宫失火而流落民间 于第7集被接回皇宫 于第31集杀害周玉凤 于第32集被收押，后患上失心疯及烟瘾并死于狱中 |
| 黃美棋（童年） | 朱徽妮 | 長平公主 皇太后之孙女 朱由檢、周玉鳳之幼女 周世顯之妻 朱徽蘭之妹 朱慈炤之姐 于第3集被赶至冷宫，后因冷宫失火而流落民间 于第7集被接回皇宫                                                              |
| 佘詩曼         | 朱徽妮 | 長平公主 皇太后之孙女 朱由檢、周玉鳳之幼女 周世顯之妻 朱徽蘭之妹 朱慈炤之姐 于第3集被赶至冷宫，后因冷宫失火而流落民间 于第7集被接回皇宫                                                              |
| 成展權（童年） | 周世顯 | 驸马 周興、周梁氏之子 朱由檢、周玉鳳之女婿 朱徽妮之夫 朱徽蘭之暗恋对象 童年由成展權飾演 |
| 馬浚偉         | 周世顯 | 驸马 周興、周梁氏之子 朱由檢、周玉鳳之女婿 朱徽妮之夫 朱徽蘭之暗恋对象 童年由成展權飾演 |
| 梁正雄（童年） | 朱慈炤 | 永王 皇太后之孙 朱由檢、周玉鳳之子 朱徽蘭、朱徽妮之弟 |
| 蔡子健         | 朱慈炤 | 永王 皇太后之孙 朱由檢、周玉鳳之子 朱徽蘭、朱徽妮之弟 |

### 後宮
| 演員   | 角色   | 關係／暱稱 |
| 黎 宣  | 皇太后 | 皇太后 朱由檢之母 陳妃之姨妈 朱徽蘭、朱徽妮、朱慈炤之嬷嬷 |
| 邵美琪 | 周玉鳳 | 皇后 周奎之女 朱由檢之妻 田彩蝶之好友，后反目 陳妃、嫦妃之天敌 朱徽蘭、朱徽妮、朱慈炤之母 被田彩蝶陷害 周世顯之岳母 于第3集被田彩蝶陷害而被赶至冷宫，后因冷宫失火而流落民间 于第7集被接回皇宫 于第31集被朱徽蘭枪杀身亡 |
| 劉錦玲 | 田彩蝶 | 田妃→田貴妃 田弘遇之女 朱由檢之後宮佳麗 周玉鳳之好友，后反目 陳妃、嫦妃之天敌 因不择手段而当上了貴妃 陷害周玉鳳 于第2集命人杀害陳妃 于第2集诞下儿子，但即场夭折，并嫁祸于周玉鳯                                        |
| 趙靜儀 | 陳 妃  | 陳妃 朱由檢之後宮佳麗 周玉鳳、田彩蝶、嫦妃之天敌 皇太后之甥女 于第2集被田彩蝶派的人杀害 |
| 陳 琪  | 嫦 妃  | 嫦妃 朱由檢之後宮佳麗 |
| 陳安琪 | 陸貴妃 | 陸貴妃 朱由檢之後宮佳麗（第1集） |
| 陳霁平 | 蕭貴妃 | 蕭貴妃 朱由檢之後宮佳麗（第1集） |

### 周家 （周世顯）
| 演員   | 角色   | 關係／暱稱                    |
| 羅樂林 | 周 興  | 周梁氏之夫 周世顯之父         |
| 白 茵  | 周梁氏 | 周興之妻 周世顯之母           |
| 馬浚偉 | 周世顯 | 周興、周梁氏之子 参见大明皇朝 |

### 楚家
| 演員   | 角色   | 關係／暱稱                                                                                          |
| 余子明 | 楚崇武 | 崇武鑄炮坊老闆 楚圣卿之父 于第14集中風                                                              |
| 馮瑞珍 | 楚方氏 | 楚崇武之三姨太                                                                                      |
| 康 华  | 楚鄭氏 | 楚崇武之四姨太                                                                                      |
| 唐文龍 | 楚圣卿 | 楚崇武之子 楚方氏與楚鄭氏之继子 崇武鑄炮坊之少東 周世顯好兄弟 喜歡長平公主 於第25集與長平公主假結婚 |

### 李家
| 演員   | 角色   | 關係／暱稱                                                                         |
| 林佳杰 | 李將軍 | 李玉嫻之父                                                                         |
| 文颂娴 | 李玉娴 | 李將軍之女 周世顯未婚妻 于第15集被田妃錯手所殺，被昭仁公主推進荷塘而嫁禍于長平公主 |

### 其他演员
| 演員   | 角色   | 關係／暱稱                      |
| 魏骏杰 | 吳三桂 | 陈圆圆之夫 朱由检之天敌         |
| 向海岚 | 陳圆圆 | 吴三桂之妻                      |
| 劉家輝 | 田弘遇 | 田彩蝶之父                      |
| 劉 江  | 周 奎  | 周玉鳳之父                      |
| 呂 珊  | 周林氏 | 周奎之姨太                      |
| 廖美儀 | 周蕭氏 | 周奎之姨太                      |
| 盧海鵬 | 海公公 | 御膳房總管                      |
| 駱達華 | 湯寶倫 |                                 |
| 關 菁  | 李建泰 |                                 |
| 羅浩楷 | 何太傅 |                                 |
| 李子奇 | 薛國觀 |                                 |
| 郭德信 | 周延儒 |                                 |
| 陳勉良 | 陳 演  |                                 |
| 周凯珊 | 春 姑  |                                 |
| 王偉樑 | 史可法 |                                 |
| 蔡康年 | 王承恩 |                                 |
| 李岡龍 | 曹化淳 |                                 |
| 羅 莽  | 李自成 | 大顺政权皇帝 于第29集處死朱由檢 |
| 歐瑞偉 | 皇太極 | 朱由檢之天敌                    |
| 江 漢  | 范文程 |                                 |
| 王俊棠 | 多爾袞 |                                 |
| 李鴻傑 | 趙 將  |                                 |
| 艾 威  | 琦 禄  |                                 |
| 林淑敏 | 費貞娥 | 女軍人                          |

## 製作
劇中周世顯與朱徽妮於許願樹下初次相遇一幕，是在林村許願樹取景。

## 與歷史有違之處
- 崇祯帝朱由检之母孝纯太后在崇祯帝朱由检5岁时被其夫明光宗朱常洛所杀，当时朱由检尚未即位。
- 剧中之昭仁公主应该是坤仪公主，坤仪公主才是长平公主之姐，而昭仁公主是长平公主之妹，但在諸多史料中，諸多學者把坤仪公主与昭仁公主混淆，昭仁公主是于明朝即将灭亡时被其父崇祯帝所杀，死时才6岁，不可能枪杀其母周皇后。
- 周皇后是明朝灭亡时崇祯帝命她自尽的，并非被昭仁公主枪杀。
- 薛国观死于1641年，皇太极死于1643年，薛国观死于皇太极之先，剧中皇太极死后，薛国观却还在世。
- 王承恩于崇祯帝吊死于煤山的槐樹后，王承恩也弔死於旁邊的海棠樹上，并非被闯军所杀。
- 李建泰在闯军攻打北京时投降了闯军，并没有南迁。
- 朱慈炤并没有南迁成为摄政王，更不可能成为明朝的第十七主，朱慈炤在李自成攻入北京后，不知所終，南明年間追封為永悼王。另外朱慈炤的生母是田贵妃不是周皇后，而且崇祯帝的继承人应该是崇祯帝的长子朱慈烺。
- 剧中之田贵妃在闯军即将进入北京时依然在世(1644年)，而历史上田贵妃早于1642年病死。

## 獎項
| 年度 | 頒獎典禮                  | 獎項                     | 獲獎者 |
| ---- | ------------------------- | ------------------------ | ------ |
| 2003 | 萬千星輝賀台慶2003        | 本年度我最喜愛的電視角色 | 佘詩曼 |
| 2003 | 萬千星輝賀台慶2003        | 本年度我最喜愛的電視角色 | 馬浚偉 |
| 2004 | Astro華麗台電視劇大獎2004 | 我的至愛角色             | 佘詩曼 |
| 2004 | Astro華麗台電視劇大獎2004 | 我最難忘的大反派         | 郭羨妮 |

## 收視

### 香港收视
以下為本劇於香港無綫電視翡翠台之收視紀錄：
| 週次 | 集數  | 平均收視 | 最高收視 |
| 1    | 01-05 | 28點     |          |
| 2    | 06-10 | 29點     |          |
| 3    | 11-15 | 30點     |          |
| 4    | 16-20 | 30點     |          |
| 5    | 21-25 | 29點     |          |
| 6    | 26-30 | 29點     |          |

### 广州收视
以下為本劇於香港無綫電視翡翠台在广州同步播放之收視紀錄：
| 集数  | 省网 | 市网 | 双网合计 |
| ----- | ---- | ---- | -------- |
| 1-6   | 10.6 | 11.2 | 21.8     |
| 7-28  | 10.6 | 12.2 | 22.8     |
| 29-30 | 13.1 | 14.2 | 27.3     |

数据来源：CSM测量仪

## 備註
1. ↑  佘詩曼於2000年的《碧血劍》已曾飾演長平公主（化名阿九）。

## 外部連結
- 無綫電視官方網頁 - 帝女花
- 無綫電視官方網頁(TVBI) - 帝女花 （页面存档备份，存于）

## 电视节目的变迁
| 香港、 马来西亚 TVB星河频道 好戏珍藏馆时段 星期一至五 21:00 - 22:00 · 7月4日起 星期一至五 20:30-21:30 | 香港、 马来西亚 TVB星河频道 好戏珍藏馆时段 星期一至五 21:00 - 22:00 · 7月4日起 星期一至五 20:30-21:30 | 香港、 马来西亚 TVB星河频道 好戏珍藏馆时段 星期一至五 21:00 - 22:00 · 7月4日起 星期一至五 20:30-21:30 |
| --- | --- | --- |
| | 帝女花 （2022年6月9日－2022年7月22日）                                                                | |
| 誓不低頭 （2022年5月2日 - 2022年6月9日）                                                              | 衛斯理 （2022年7月25日 - 2022年9月2日）                                                               | |